# Orlando Guedes da Costa
Orlando Guedes da Costa (Porto, Portugal, 19 de fevereiro de 1941 – Porto, 23 de março de 2020 ), nome de batismo Orlando Augusto Guedes da Costa, foi um Advogado portuense e Político português. Jurista formado na escola de Coimbra, que permaneceu durante doze anos, como Membro eleito em nove Congressos e, por seis anos, como Presidente, do Conselho de Jurisdição Nacional do PSD - Partido Social Democrata (Portugal).

## Dados biográficos e formação académica
Nascido no Porto a 19 de Fevereiro de 1941. De nome completo, Orlando Augusto Guedes da Costa. Filho de Alfredo Augusto da Costa e Ana Guedes Borges da Costa.
Sobrinho do lado materno do renomado neuropsiquiatra portuense Dr. Borges Guedes, antigo diretor do Hospital de Magalhães Lemos e médico responsável no Hospital Conde Ferreira, hoje Centro Hospitalar de Conde Ferreira, na cidade do Porto, pioneiro do ativismo anti-taurino em Portugal e autor de vários ensaios nas áreas das ciências médicas, psiquiatria e psico-sociologia.
Igualmente influenciado pela atividade intelectual do tio materno, de que era também afilhado, entre outras referências, prosseguiu distinta carreira académica ainda no ensino liceal no Liceu Alexandre Herculano, onde obteve o Prémio Nacional do Ministério da Educação, antes de seguir para Coimbra onde ingressou na Faculdade de Direito da Universidade de Coimbra e estudou Direito. 
Formou-se ao concluir a sua Licenciatura em Direito em 1965.

## Início da dedicação à vida pública / anterior à prática jurídico-política
Lecionando e apoiando-se na atividade laboral, já como trabalhador-estudante, no então Instituto Liceal e Técnico de Sant'Ana - Colégio de Mealhada, posteriormente Escola Secundária da Mealhada, atual Agrupamento de Escolas da Melhada, com que complementava o seu pecúlio familiar, quando aluno da Faculdade de Direito, com acrescidas responsabilidades pessoais e familiares durante o seu último ano enquanto finalista de Direito, ainda na cidade de Coimbra. 
Viveu o fervor estudantil, mormente de agitação política e participação pública dos anos 60, no século XX, contributo que molda o seu pensamento e onde assaz enraíza as suas profundas convicções, assentes no primado e exercício do Direito enquanto pilar de organização societária. 
E o serviço militar obrigatório, já magistrado, no C.O.M., Curso de Oficiais Milicianos, na EPI - Escola Prática de Infantaria, Mafra, em 1967 . Tendo sido transferido para o Comando da Região Militar Norte (RMN), sito na Praça da República, Porto, onde foi colega de armas de Vasco Graça Moura, tendo ali exercido funções jurídicas e de Administração Militar ao serviço do país, em missão naquele Quartel General.
Com que vem a pautar a sua vida profissional e opções futuras pela carreira advocatícia e de serviço à comunidade portuense e nacional, à disposição do escopo público, desinteressado, contribuindo, assim, para a construção da jovem democracia junto do seu ideário político e modelo alicerçado no Estado de Direito democrático, entretanto, devolvido à sociedade portuguesa. 
Onde se forma o seu percurso pelo espaço público de intervenção e mediação, qualidades valorizadas por outras figuras suas contemporâneas que se notabilizaram no panorama jurídico e político português, dentro e fora da classe jurídica e do PSD/Porto ou PSD nacional onde desempenhou um papel relevante no âmbito da sua esfera de valências comummente reconhecidas pelos seus pares, como foi o caso do Prof. Doutor João Calvão da Silva , entre outros, juristas e políticos como Mota Pinto, Sá Carneiro, etc.

## Percurso profissional e político
Foi Magistrado do Ministério Público e Juiz de Direito no norte do país, desde 1966 a 1973 , passando a exercer a advocacia na cidade do Porto  desde então, onde advogou até aos últimos dias.
Foi Secretário e, depois, Vice-Presidente do Conselho Distrital do Porto da Ordem dos Advogados , nos triénios, respectivamente, de 1981/1983 e 1984/1986.
Foi membro do Conselho Geral da Ordem dos Advogados no triénio 1987/1989.
No triénio de 1999/2001, foi Presidente do Conselho Distrital do Porto da Ordem dos Advogados.
Foi membro dos júris das provas orais de ingresso no Centro de Estudos Judiciários, de acesso à carreira por futuros magistrados.
Na docência, ministrou Deontologia Profissional no Centro de Estágio da Ordem dos Advogados de ingresso na profissão no já referido Conselho Distrital do Porto, passando, em 2001, a ser Coordenador da formação ali orientada, devendo-se ao seu magistério naquele organismo, a par de outros trabalhos anteriores, o lançamento de "Direito Profissional do Advogado" (Coimbra: Almedina, 2003) com várias edições (8ª ed. rev. e atualiz. em 2015 ) e manual de referência jurídica consensualmente observado pela classe, distinguido por discentes, estagiários e colegas. Entre demais labor produtivo como é o caso de "Dos Pressupostos do Exercício da Advocacia e da Publicidade do Advogado" (Lisboa: Rei dos Livros, 2000) e "Espaço Europeu de Justiça" (2015), este último também editado pelas Edições Almedina , com repercussão internacional, encontrando-se hoje disponibilizado pela Amazon  noutros mercados para além do nacional.
Insigne jurista com obra de monta publicada, foi igualmente destacado militante do PSD - Partido Social Democrata (Portugal) , tendo sido convidado para o VI Governo Constitucional por Francisco Sá Carneiro  e para o IX Governo Constitucional de Mário Soares, por Carlos Alberto da Mota Pinto  de que foi mandatário nacional aquando da sua candidatura à liderança social-democrata, preferindo a carreira causídica, no entanto, foi eleito membro do Conselho de Jurisdição Nacional daquele partido político durante doze anos em nove Congressos do [Partido Social Democrata (Portugal)] , desde 1978 a 1990 e eleito seu Presidente em quatro Congressos (XI , XII , XIII  e XIV ), cargo em que serviu entre 1984 e 1990.

## Óbito e reação da imprensa
Faleceu na cidade do Porto a 23 de Março de 2020 , apenas doze dias depois do falecimento da irmã, Maria Helena Guedes da Costa, médica e notável ativista católica no Grande Porto.
"Os líderes mudaram, mas Guedes da Costa ficou 12 anos no Conselho de Jurisdição" ~ Nuno Ferreira Santos in Jornal Público, assim reagiu este diário no dia seguinte à sua morte (24/03/2020). 

## Ligações familiares
Sobrinho e afilhado de batismo do insigne médico portuense e afamado neuropsiquiatra José Borges Guedes e irmão da médica e ativista católica Maria Helena Guedes da Costa Carrapa (1954-2020).
Irmão do igualmente advogado e docente universitário douriense radicado em Braga, entre outros, produtor cinematográfico com o seu filho conhecido como Emanuel AG, no Japão, Armando Guedes da Costa (1939-2024).
Tio paterno do produtor cinematográfico e de televisão Emanuel Agarez-Guedes, conhecido como Emanuel AG e primo direito da mãe do também português Tiago Mesquita radicado na Bélgica , ambos com obra cinematográfica significativa distribuída internacionalmente  .